# Poplar (Wisconsin)
Poplar is een plaats (village) in de Amerikaanse staat Wisconsin, en valt bestuurlijk gezien onder Douglas County.

## Demografie
Bij de volkstelling in 2000 werd het aantal inwoners vastgesteld op 552. In 2006 is het aantal inwoners door het United States Census Bureau geschat op 588, een stijging van 36 (6,5%).

## Geografie
Volgens het United States Census Bureau beslaat de plaats een oppervlakte van 30,9 km², geheel bestaande uit land. Poplar ligt op ongeveer 355 m boven zeeniveau.

## Plaatsen in de nabije omgeving
De onderstaande figuur toont nabijgelegen plaatsen in een straal van 32 km rond Poplar.